# Fresne-lès-Reims
Fresne-lès-Reims est une ancienne commune française, située dans le département de la Marne en région Grand Est. Depuis le 1er janvier 2017, elle est intégrée à la commune nouvelle de Bourgogne-Fresne.

## Géographie
Fresne-lès-Reims est à une altitude de 95 mètres environ. Le fort de Fresne est à 110 m d'altitude.
|           | Saint-Étienne-sur-Suippe | Boult-sur-Suippe |
| Bourgogne | Fresne-lès-Reims         | Pomacle          |
| Bétheny   | Witry-lès-Reims          |                  |

## Toponymie
Frieneium en 1119, Fraxinus en 1190 et Fraisnei en 1222, Fraisne en 1248, Fraine en 1281,  et Frêne au XVIIIe siècle.
Fresne est un mot  français issu du latin fraxinus signifiant Frêne.
La préposition « lès » permet de signifier la proximité d'un lieu géographique par rapport à un autre lieu. En règle générale, il s'agit d'une localité qui tient à se situer par rapport à une ville voisine plus grande. La commune de Fresne indique qu'elle se situe près de Reims.

## Histoire

### Antiquité
La voie romaine de Reims à Trèves traverse deux petits bois appartenant à la commune : Verlager et le fort de Fresne.

### Le fort de Fresne

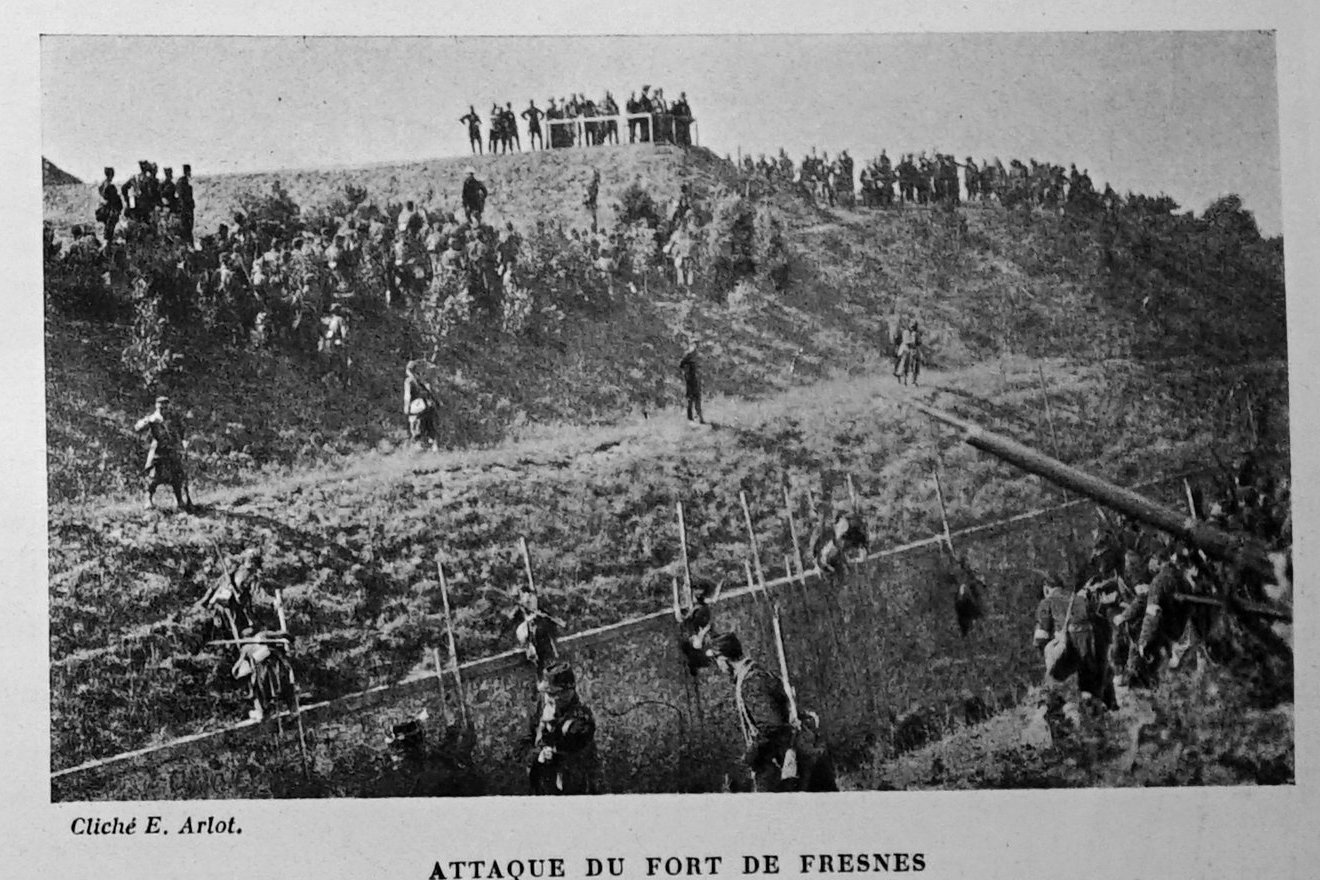
Attaque, simulée, du fort sous les yeux du tsar Nicolas II en 1901.

En 1875, Fresne a été désigné (tout comme Pouillon, Brimont, Witry-les-Reims, Nogent-l'Abbesse , etc.) comme lieu d'implantation d'un des forts chargés de défendre Reims au sein du système Séré de Rivières, pensé après la défaite française durant la guerre franco-prussienne de 1870. Commencé en 1878, le fort de Fresne a été abandonné en 1900 car il n'était plus très utile (apparition d'obus, d'armes plus développées…). Il a ensuite servi aux manœuvres franco-russes en 1901, manœuvres auxquelles a participé le Tsar Nicolas II. 
Lors de la Première Guerre mondiale, les Allemands s'emparent du fort et le quittèrent en 1917.

### L'entre-deux-guerres
Fresne est décorée de la Croix de guerre 1914-1918 le 1er octobre 1920.
En 1930, la commune qui s’appelait Fresne change de nom pour Fresne-lès-Reims,

### Fresne depuis 1950
En 1960, on crée un terrain de motocross au fort de Fresne.
Dans le village des lotissements sont construits : le Verger, l’Arzilière, l'Hermoine, le clos Saint-Martin.
Par arrêté préfectoral 27 juin 2016, la commune de Fresne-lès-Reims fusionne le 1er janvier 2017 avec la commune de Bourgogne, pour former la commune nouvelle de Bourgogne-Fresne où Fresne-lès-Reims devient une commune déléguée.

## Politique et administration
| Période                                  | Période       | Identité      | Étiquette    | Qualité |
| ---------------------------------------- | ------------- | ------------- | ------------ | --- |
| Les données manquantes sont à compléter. |               |               |              | |
|                                          | 1876          | Lespagnol     |              | |
| 1995                                     | 2008          | Patrick Robin | UMP          | |
| 2008                                     | décembre 2016 | Éric Kariger  | UMP puis DVD | Chef de service au CHU de Reims Conseiller général puis départemental du canton de Bourgogne (2001 → ) Vice-président[Quand ?] du Conseil général de la Marne Vice-président[Quand ?] de la CC Communauté de communes de Beine-Bourgogne Réélu pour le mandat 2014-2020. |

| Période                                  | Période  | Identité       | Étiquette | Qualité                |
| ---------------------------------------- | -------- | -------------- | --------- | ---------------------- |
| Les données manquantes sont à compléter. |          |                |           |                        |
| Janvier 2017                             | Mai 2020 | Eric Kariger   |           | Voir tableau précédent |
| mai 2020                                 | En cours | Nicolas HABARE |           |                        |

## Démographie
Les habitants de Fresne-lès-Reims s'appellent les Fresnats.
L'évolution du nombre d'habitants est connue à travers les recensements de la population effectués dans la commune depuis 1793. À partir du 1er janvier 2009, les populations légales des communes sont publiées annuellement dans le cadre d'un recensement qui repose désormais sur une collecte d'information annuelle, concernant successivement tous les territoires communaux au cours d'une période de cinq ans. 
Pour les communes de moins de 10 000 habitants, une enquête de recensement portant sur toute la population est réalisée tous les cinq ans, les populations légales des années intermédiaires étant quant à elles estimées par interpolation ou extrapolation. Pour la commune, le premier recensement exhaustif entrant dans le cadre du nouveau dispositif a été réalisé en 2004,.
En 2014, la commune comptait 425 habitants, en évolution de −1,62 % par rapport à 2009 (Marne : +0,83 %, France hors Mayotte : +2,49 %).
| 1793 | 1800 | 1806 | 1821 | 1831 | 1836 | 1841 | 1846 | 1851 |
| ---- | ---- | ---- | ---- | ---- | ---- | ---- | ---- | ---- |
| 380  | 336  | 324  | 377  | 443  | 459  | 468  | 462  | 458  |

| 1856 | 1861 | 1866 | 1872 | 1876 | 1881 | 1886 | 1891 | 1896 |
| ---- | ---- | ---- | ---- | ---- | ---- | ---- | ---- | ---- |
| 455  | 440  | 441  | 422  | 390  | 360  | 392  | 358  | 369  |

| 1901 | 1906 | 1911 | 1921 | 1926 | 1931 | 1936 | 1946 | 1954 |
| ---- | ---- | ---- | ---- | ---- | ---- | ---- | ---- | ---- |
| 336  | 320  | 353  | 202  | 281  | 297  | 285  | 259  | 249  |

| 1962 | 1968 | 1975 | 1982 | 1990 | 1999 | 2004 | 2009 | 2014 |
| ---- | ---- | ---- | ---- | ---- | ---- | ---- | ---- | ---- |
| 267  | 293  | 270  | 329  | 427  | 409  | 393  | 432  | 425  |

## Économie
Depuis la fermeture du bar rue Saint-Martin, Fresne-Lès-Reims n'a plus de commerce en activité.

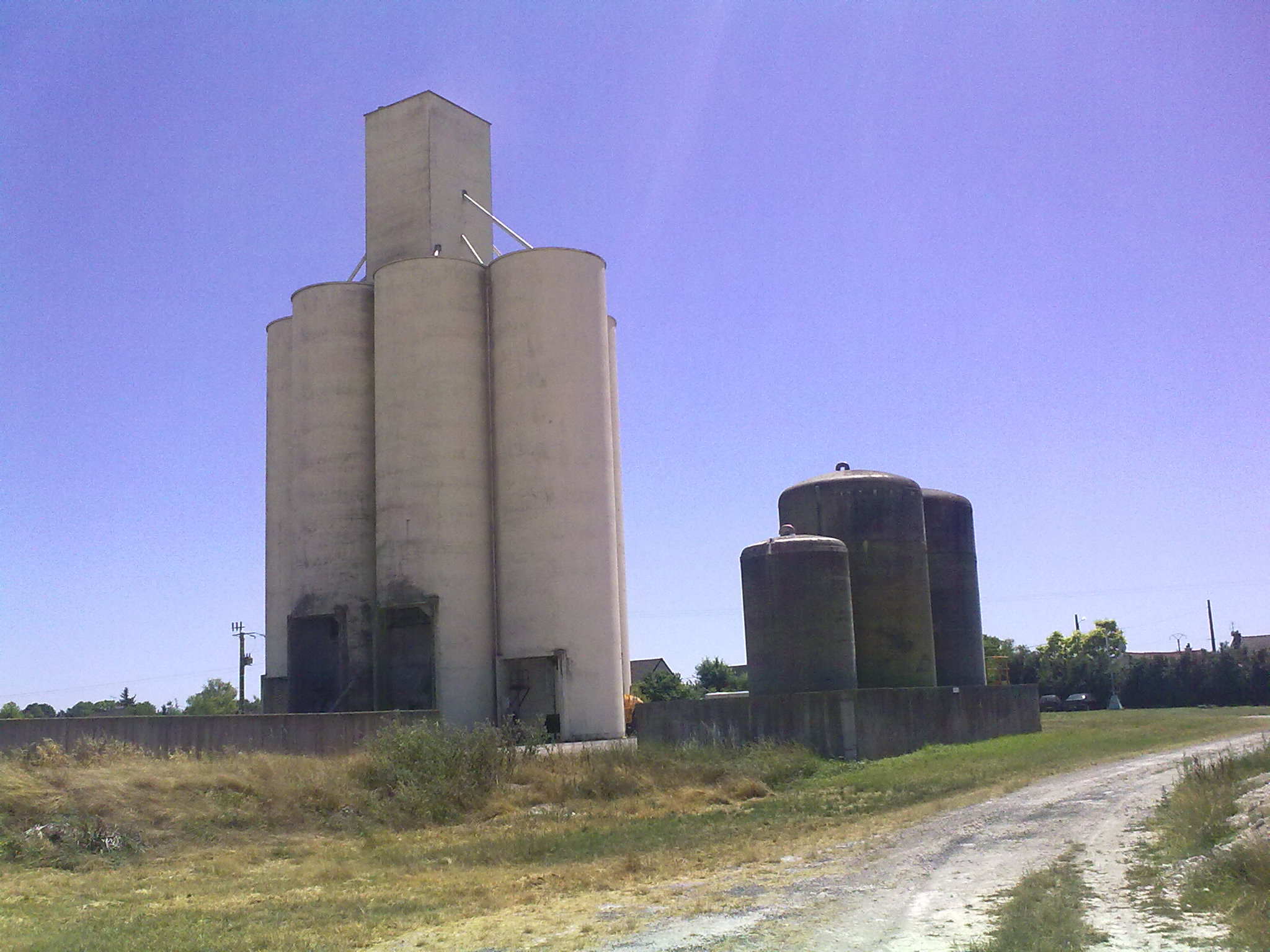
Le silo agricole,
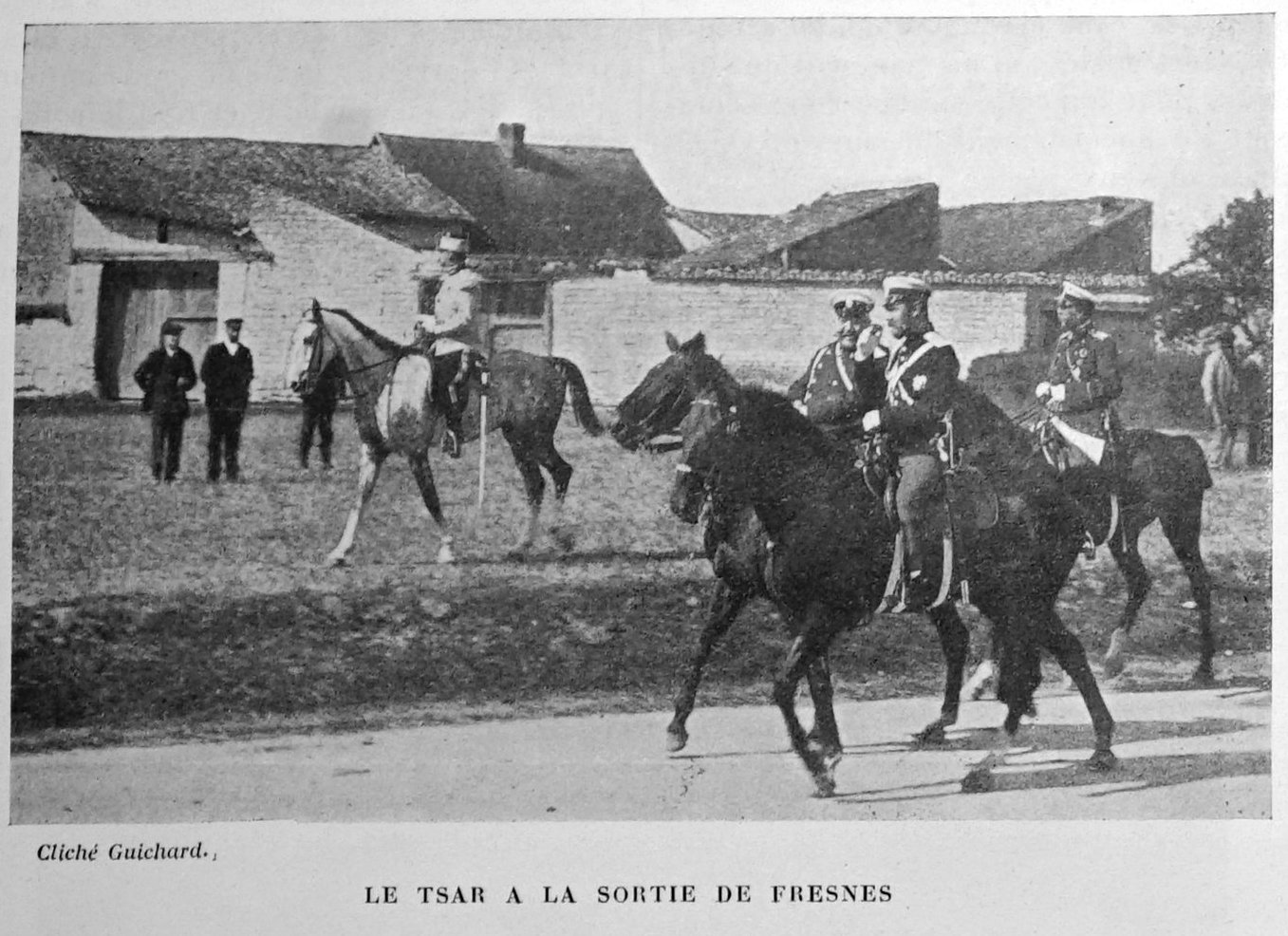
le village en 1901,
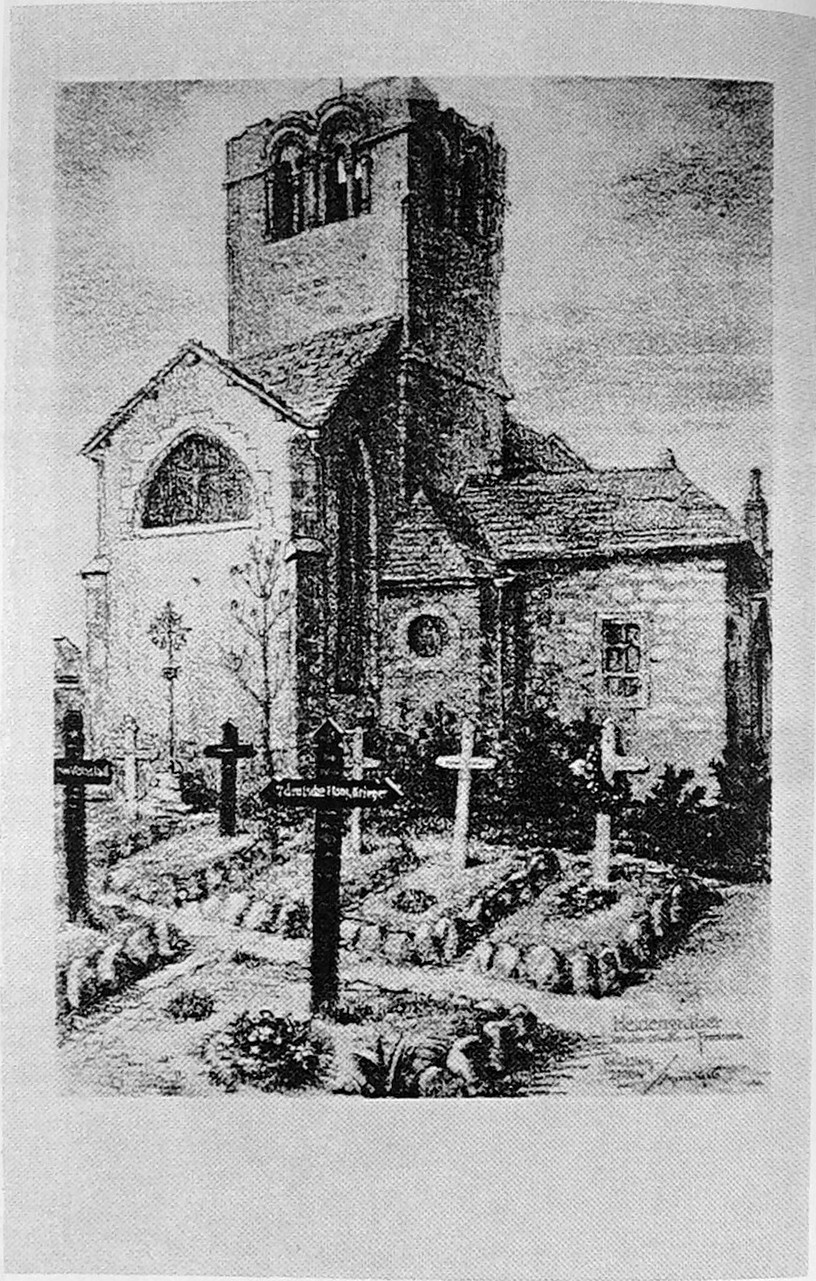
l'église au début du XXe siècle.

## Lieux et monuments
- L'église, placée sous le vocable de saint Martin. Après la Première Guerre mondiale, la nef, ainsi que le clocher et les bas-côtés, furent partiellement détruits. En 1923, les travaux de restauration commencèrent, placés sous la direction de l’architecte Royer (de Reims). Le projet eut pour objectif de remettre l'église dans son état antérieur.
- Le monument aux morts, situé près de l'église sur un petit promontoire, a été construit en 1925 par M. Gaillard. Il représente principalement un poilu de profil tenant une victoire ailée, le couronnant de laurier[13].
- Le hangar du Syndicat est créé en 1900. Il sert tout d'abord de lieu de stockage pour les agriculteurs du village puis devient une étable. De 1965 à 1970, il sert de salle d'entraînement pour l'équipe de basket du village puis devient progressivement une salle des fêtes de « repli » en cas de mauvais temps. Il est détruit en 2009 et remplacé par une pelouse.

## Personnalités liées à la commune
- Jean-Pierre Job, grand officier de la Légion d'honneur, né le 2 décembre 1943 à Fresne-lès-Reims, officier général français qui fut notamment chef d'état-major de l'armée de l'air de 2000 à 2002.